# 開局60周年記念生放送 テレ東60彩
『開局60周年記念生放送“テレ東60彩”』（かいきょく60しゅうねんきねんなまほうそう“てれとう60さい”）は、2024年4月11日から4月12日にテレビ東京で放送された開局特別番組である。

## 概要
テレビ東京と同じ誕生日（1964年4月12日）の加藤哲郎が出演し、増上寺とテレ東カラーに点燈された東京スカイツリーからの生中継に交え、テレビ東京開局60周年の瞬間を生放送した番組である。
キリンの一社提供番組であり、スペシャルコラボCMも放送された。